# Obeidia
Obeidia là một chi bướm đêm thuộc họ Geometridae.